# Claudia Megan Urry
Claudia Megan Urry, ou simplement Meg Urry, est une astrophysicienne américaine. Membre du Space Telescope Science Institute, elle est à la tête du département d'astronomie à l'université Yale depuis 2007,. En plus de ses recherches en astronomie et en astrophysique, elle est connue pour son militantisme concernant la place des femmes en astronomie et en sciences, ayant prononcé environ soixante conférences sur le sujet au cours de sa carrière.

## Biographie
Après avoir grandi à Chicago, Urry fréquente l'université Tufts et étudie en mathématiques et physique. Elle est diplômée en 1977.
Elle commence un doctorat en physique à l'université Johns-Hopkins sous la supervision de Art Davidsen. Son travail de recherche porte sur l'étude des blazars, qu'elle effectue au NASA Goddard Space Flight Center. Elle termine en 1984,, puis commence un post-doctorat au Center for Space Research du Massachusetts Institute of Technology, où elle travaille avec Claude Canizarek,.
En 1992, avec un groupe d'astronomes, Claudia Megan Urry fonde The Baltimore Charter for Women in Astronomy, qui vise à assurer des chances égales aux femmes. La même année, elle organise, avec Laura Danly (en), la première rencontre de Women in Astronomy,.
En 2001, Urry rejoint l'université Yale, étant, à l'époque, la seule femme de son département. 
Elle dirige ce dernier à partir de 2007.

## Prix et distinctions
- 1976, 1977 : N. Hobbs Knight Award for Physics de l'université Tufts
- 1976 : Phi Beta Kappa
- 1990 : Prix d'astronomie Annie J. Cannon
- 1999 : Bourse de la Société américaine de physique
- 2006 : Bourse American Women in Science
- 2007 : Connecticut Academy of Science & Engineering
- 2008 : Académie américaine des arts et des sciences
- 2012 : Prix George Van Biesbroeck